# Pupetta Maresca
Assunta Pupetta Maresca (ur. 19 stycznia 1935 w Castellamare di Stabia, zm. 29 grudnia 2021 tamże)  – włoska przestępczyni.
Assunta Pupetta Maresca była córką Vincenzo Marescy, szefa Camorry z Castellamare di Stabia. 27 kwietnia 1955 poślubiła Pasquale’a Simonettiego (1926–1955). Prawie dwa miesiące po ślubie, 16 lipca 1955 Simonetti został zastrzelony w Neapolu; w czasie, kiedy Pupetta była w szóstym miesiącu ciąży. 4 sierpnia 1955  w Grandone Café na Via Novara w Neapolu rewolwerem firmy Smith & Wesson Assunta Maresca zastrzeliła Antonio Esposito, zabójcę męża.

## Przypisy

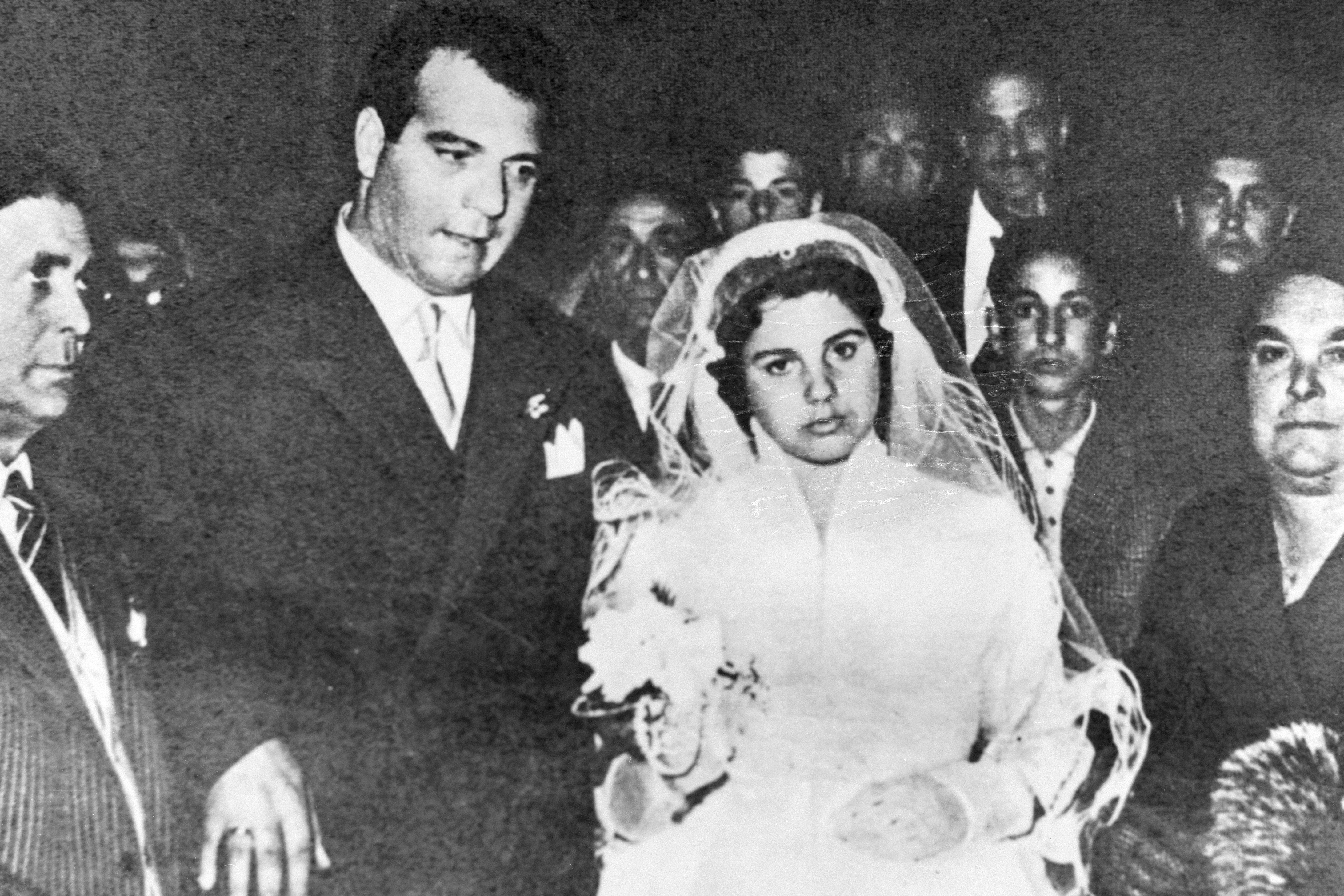
Simonetti i Assunta Maresca